# Spyker F1
Spyker F1 Team, zaradi sponzorjev uradno imenovano Etihad Aldar Spyker F1 Team, je nekdanje moštvo v svetovnem prvenstvu Formule 1.
Ustanovljeno je bilo septembra 2006, ko je nizozemski proizvajalec maloserijskih športnih avtomobilov Spyker Cars kupil moštvo Midland in njegov sedež v britanskem Silverstonu. Pod imenom Spyker je dirkalo le v sezoni 2007, z nizozemsko dirkaško licenco. V začetku sezone sta bila dirkača Nizozemec Christijan Albers in Nemec Adrian Sutil. Albers je po deveti dirki zapustil moštvo zaradi pomanjkanja denarne podpore svojih sponzorjev, od enajste dirke pa je namesto njega nastopal Japonec Sakon Jamamoto. Edino točko moštva Spyker je osvojil Sutil na Veliki nagradi Japonske, petnajsti od sedemnajstih dirk tega leta, v spominu pa je ostal tudi edini nastop nadomestnega dirkača Markusa Winkelhocka na deseti dirki sezone za Veliko nagrado Evrope na nemškem Nürburgringu, kjer je po začetku močnega dežja prevzel vodstvo, saj je bil edini, ki je štartal s pnevmatikami za mokro progo. Po prekinitvi in nadaljevanju dirke je hitro izgubil vodstvo, nazadnje pa je odstopil zaradi odpovedane hidravlike.
Oktobra 2007 je bilo moštvo prodano indijskemu poslovnežu Vijayu Mallyi, ki ga je pred sezono 2008 preimenoval v Force India.

## Popoln pregled rezultatov
(legenda)
| Leto | Šasija                       | Motor      | Gume | Dirkača           | 1   | 2   | 3   | 4   | 5   | 6   | 7   | 8   | 9   | 10  | 11  | 12  | 13  | 14  | 15  | 16  | 17  | Toč | Prv |
| ---- | ---------------------------- | ---------- | ---- | ----------------- | --- | --- | --- | --- | --- | --- | --- | --- | --- | --- | --- | --- | --- | --- | --- | --- | --- | --- | --- |
| 2007 | Spyker F8-VII Spyker F8-VIIB | Ferrari V8 | B    |                   | AVS | MAL | BAH | ŠPA | MON | KAN | ZDA | FRA | VB  | EU  | MAD | TUR | ITA | BEL | JAP | KIT | BRA | 1   | 10. |
| 2007 | Spyker F8-VII Spyker F8-VIIB | Ferrari V8 | B    | Adrian Sutil      | 17  | Ret | 15  | 13  | Ret | Ret | 14  | 17  | Ret | Ret | 17  | 21  | 19  | 14  | 8   | Ret | Ret | 1   | 10. |
| 2007 | Spyker F8-VII Spyker F8-VIIB | Ferrari V8 | B    | Christijan Albers | Ret | Ret | 14  | 14  | 19  | Ret | 15  | Ret | 15  |     |     |     |     |     |     |     |     | 1   | 10. |
| 2007 | Spyker F8-VII Spyker F8-VIIB | Ferrari V8 | B    | Markus Winkelhock |     |     |     |     |     |     |     |     |     | Ret |     |     |     |     |     |     |     | 1   | 10. |
| 2007 | Spyker F8-VII Spyker F8-VIIB | Ferrari V8 | B    | Sakon Yamamoto    |     |     |     |     |     |     |     |     |     |     | Ret | 20  | 20  | 17  | 12  | 17  | Ret | 1   | 10. |